# Zagymnus variatus
Zagymnus variatus är en skalbaggsart som beskrevs av Chemsak och Linsley 1968. Zagymnus variatus ingår i släktet Zagymnus och familjen långhorningar. Inga underarter finns listade i Catalogue of Life.